# Pero scitaria
Pero scitaria är en fjärilsart som beskrevs av Charles Oberthür 1883. Pero scitaria ingår i släktet Pero och familjen mätare. Inga underarter finns listade i Catalogue of Life.